# 弦楽四重奏曲第5番 (ベートーヴェン)
ベートーヴェンの弦楽四重奏曲第5番（げんがくしじゅうそうきょくだいごばん）イ長調作品18-5は1800年ごろにまとめられた、6曲からなる作品18の弦楽四重奏曲の中の1曲である。
演奏時間は約23分。

## 曲の構成
形式や曲想の上でモーツァルトの同じ調の作品である弦楽四重奏曲第18番 イ長調 K.464との関連が指摘されている。
第1楽章 Allegro 6/8拍子 ソナタ形式
6/8拍子という特徴ある拍子を用い、躍動感ある軽快な主題が第1ヴァイオリンにより奏される。第2主題はホ短調に始まるが、ホ長調に落ち着く。
なお、この曲と次の第6番 では展開部と再現部をリピートする指示がなされ、古典的な形式を強く意識されている。
第2楽章 Menuetto 3/4拍子
緩やかなメヌエット。主題が第1ヴァイオリンからヴィオラへと順に歌われる。主部の再現の前が嬰ハ短調に導かれているところが興味深い。トリオは調性が変わらず、和声的である。
第3楽章 Andante cantabile 2/4拍子
この作品の中心とも言える変奏曲楽章。ニ長調。主題はこの曲のいくらか前に成立していたとされ、音階の上昇下降を繰り返すだけの単純なものである。第1変奏はチェロから模倣的に開始され、第2変奏はヴァイオリンによる装飾音型。第3変奏はヴァイオリンの細かい伴奏音型により、低音域が朗々と歌う。第4変奏はppによるコラールで、主題の和声自体が変えられ、変奏曲に彩を与えている。第5変奏は堂々とした終曲であるが、第2ヴァイオリンが旋律線を支配している。コーダで変ロ長調が導かれるところは興味深い。
第4楽章 Allegro 4/4拍子 ソナタ形式　
ヴィオラから運命の動機に似た音型が示され、模倣される。第2主題は極めて和声的なコラールとなっている。